# Karina
Karina ist ein weiblicher Vorname.

## Herkunft und Bedeutung
Karina ist die deutsche Version von Carina (ital. „die Hübsche“) und kommt aus dem Lateinischen als Koseform von Cara (lieb, wert, teuer) und wurde dadurch ins Italienische übernommen. Es gibt noch die griechische Bedeutung: „die Reine“; die spanische Bedeutung „Liebling“ und die irische Bedeutung „Freund“.

## Bekannte Namensträgerinnen
- Karina von Angora, Märtyrerin unter Kaiser Julian
- Karina Albrecht (* 1959), deutsche Schriftstellerin aus Mecklenburg-Vorpommern
- Karina Arroyave (* 1969), US-amerikanische Schauspielerin kolumbianischer Abstammung
- Karina Asnawurjan (* 1974), russische Degenfechterin, zweifache Olympiasiegerin und Weltmeisterin
- Karina Berger (* 1968), Schweizer Schönheitskönigin, Model und Mitorganisatorin des Miss-Schweiz-Wettbewerbes
- Karina Bolaños (* 1973), bis 2012 Vizeministerin für Jugend und Kultur in Costa Rica
- Karina Bryant (* 1979), britische Judoka
- Karina Fallenstein (* 1961), deutsche Schauspielerin
- Karina Gauvin (* 1966), kanadische Opernsängerin (Sopran)
- Karina Habšudová (* 1973), slowakische Tennisspielerin
- Karina Hils (* 1987), deutsche Skispringerin
- Karina Jordán (* 1985), peruanische Schauspielerin
- Karina Jørgensen (* 1988), dänische Badmintonspielerin
- Karina Kim (* 1966), deutsche Schlagersängerin
- Karina Kraushaar (1971–2015), deutsche Fernsehschauspielerin
- Karina Krawczyk (* 1971), deutsche Schauspielerin
- Karina Kutz (1910–1985), deutsche Opernsängerin (Sopran)
- Karina LeBlanc (* 1980), kanadische Fußballtorhüterin
- Karina Lengauer (* 1979), österreichische Badmintonspielerin
- Karina Lombard (* 1969), Schauspielerin
- Karina Maruyama (* 1983), japanische Fußballspielerin
- Karina Milei (* 1972), argentinische Politikerin
- Karina Morgenstern (* 1968), deutsche Physikerin
- Karina Nose (* 1984), japanische Schauspielerin und Model
- Karina Odenthal (* 1961), deutsche Schriftstellerin und Dramaturgin
- Karina Ottosen (* 1981), färöische Triathletin
- Karina Pallagst (* 1969), deutsche Raumplanerin und Hochschullehrerin für Internationale Planungssysteme
- Karina Pérez (* 1982), mexikanische Marathonläuferin
- Karina Plachetka (* 1975), deutsche Schauspielerin
- Karina Raeck (* 1938), deutsche Bildhauerin, Objektkünstlerin, Landschaftsarchitektin und Fotografin
- Karina Rasumowskaja (* 1983), russische Schauspielerin
- Karina Ressler (* 1957), österreichische Filmeditorin
- Karina Sabirowa (* 1998), russische Handballspielerin
- Karina Sarkissova (* 1983), russisch-österreichische Balletttänzerin mit armenischen Wurzeln
- Karina Sawossik (* 1989), belarussische Biathletin
- Karina Sefron (* 1967), dänische Fußballspielerin
- Karina Sørensen (* 1980), dänische Badmintonspielerin
- Karina Szymańska (* 1975), polnische Marathonläuferin
- Karina Testa (* 1981), französische Schauspielerin
- Karina Thayenthal (* 1961), österreichische Schauspielerin
- Karina Thöne, geborene Krohne, (* 1980), deutsche Fußballspielerin
- Karina Toth (* 1983), Skip der österreichischen Curling-Nationalmannschaft
- Karina Türr (1942–2016), deutsche Kunsthistorikerin, Autorin, Herausgeberin, Hochschullehrerin und Galeristin
- Karina Urbach  (* 1968), deutsche Historikerin und Autorin
- Karina Weber (* 1962), deutsche Politikerin (AfD)
- Karina Winter (* 1986), deutsche Bogenschützin in der olympischen Disziplin Recurve-Bogen
- Karina Wisniewska (* 1966), Pianistin und Malerin polnisch-schweizerischer Herkunft
- Karina de Wit (* 1976), niederländische Badmintonspielerin

## Künstlername
- Anna Karina (Hanne Karen Bayer; 1940–2019), dänische Schauspielerin
- Elda Neyis Mosquera, Kampfname Karina, eine kolumbianische Ex-Guerillaführerin
- Karina (Sängerin) (* 1945), spanische Schlagersängerin
- Karina (südkoreanische Sängerin) (Yu Ji-min, * 2000), u. a. der K-Pop Girlgroup Aespa

## Namenstag
Der Namenstag ist der 7. November oder aber auch der 24. März (hl. Katharina von Schweden) bzw. 25. November (hl. Katharina von Alexandria), siehe auch Liste der Namenstage.